# Łza Zeschniętej Róży
Łza Zeschniętej Róży – polska grupa muzyczna grająca pagan metal. Uformowana w 1994 w Gdyni pod nazwą Bathuel. W 1995 roku ukazało się pierwsze wydawnictwo grupy Bathuel zatytułowane The Legends of Pagans. Kolejne demo wydane zostało pod nazwą Deszczowa Pieśń Leśnych Duchów.. i ostatecznie zostało II częścią pierwszego longplay'a Łzy Zeschniętej Róży. Na demo nagraniu zostały dodane chórki oraz czyste wokale.
Grupa miała propozycję kontraktu z niemiecką wytwórnią Silistitium, lecz sprzeciw członków zespołu co do konieczności zmiany nazwy przez producentów, spowodował zaniechanie współpracy. W 1997 roku w olsztyńskim Selani Studio we współpracy z realizatorem Andrzejem Bombą grupa nagrała swój debiutancki album Majestat Mgieł Nocnych, jednak konflikt z wytwórnią dotyczący niewywiązania się z umowy doprowadził do zerwania działalności, a album Majestat Mgieł Nocnych został wydany jedynie na kasecie. Na tej płycie zespół jako pierwszy w Polsce nowatorsko połączył poezję młodopolską z muzyką metalową. Wkrótce potem grupa została rozwiązana.
Nazwa Łza Zeschniętej Róży, nawiązuje do wielu mistycznych symboli, przede wszystkim do różokrzyża. Inspiracją dla tekstów byli tacy autorzy jak Aleister Crowley, Bruno Schultz, Witkacy.

## Muzycy
- Adam Wosiak – śpiew, gitara rytmiczna, gitara akustyczna, recytacje
- Aleksandra Mazurek – instrumenty klawiszowe, melodeklamacje
- Krzysztof Twardosz – gitara prowadząca, perkusja, gitara basowa

## Dyskografia

### The Legends of Pagans(Demo,1995)
1. Northern Wind
2. ...with the Ravens
3. The Last Black Wolf from Northern Lands

### Majestat Mgieł Nocnych(1997, Midgard Records MC, 2013, Eastside, Mort Productions CD)
1. Majestat Mgieł Nocnych – 08:20
2. Pamięć Uspionych Swiec – 09:03
3. Pieśń Dla Zapomnianej Osady – 08:15
4. Wiatr Północny – 05:54
5. Pogańskie Krainy – 03:00
6. Stara Basń – 03:26